# 武內英樹
武內英樹（1966年10月9日—），日本知名電視劇導演、電影導演及製作人。個人執導的代表作有電視劇《神啊！請多給我一點時間》、《電車男》、《交響情人夢》系列和電影《羅馬浴場》等劇。

## 經歷
1990年，進入日本富士電視台，數年來擔任河毛俊作、永山耕三、中江功等人的副導演。1996年，初次執導電視劇，即《醜小鴨》。
1998年，執導連續劇《神啊！請多給我一點時間》引起關注，獲得第18回日劇學院賞導演獎、片頭獎。其後，以深津繪里主演的《她們的時代》二度獲得導演獎。
2006年，執導月九之漫畫改編的話題劇《交響情人夢》引發話題，創下超越20%的收視紀錄，亦在華人區引起熱烈討論，劇中多位新生代演員亦大獲關注。武內以此劇第4次獲得日劇學院賞的導演獎（第4次為《電車男》），並繼《電車男》後，再度以劇中的「音樂呈現」獲該回的音樂獎，為導演獲得配樂獎的罕見例子。2007年，於首爾國際電視節獲最佳導演獎、最佳音樂獎、最優秀作品獎，其中，最優秀導演獎則為日本第一人。

## 執導作品

### 電視劇

#### 導演
- 剣道少女（1995年）
- 醜小鴨（日语：みにくいアヒルの子 (テレビドラマ)）（1996年）
- 德克（日语：ドク）（1996年）
- 一個屋簷下2（1997年）
- 秀逗小護士2（1997年）
- 神啊！請多給我一點時間（1998年）
- 成人禮（日语：Days (テレビドラマ)）（1998年）
- 三十拉警報（1999年）
- 她們的時代（1999年）
- 賭事女王（日语：賭事女王）（1999年）
- 浪漫巴士站（日语：バスストップ (テレビドラマ)）（2000年）
- 閃亮的人生（日语：きらきらひかる (郷田マモラ)）3（2000年）
- 奉子成婚（2001年）
- 正義代書戰士（2001年）
- 漂流教室（2002年）
- ウエディングプランナー SWEETデリバリー（2002年）
- 神様、何するの（2002年）
- はたち-1982年に生まれて-（2003年）
- 世界奇妙物語'03秋の特別編「パーフェクトカップル」（2003年）
- 烈焰赤子（2004年）
- ディビジョン1（2004年）
- 大奥 第一章（2004年）
- 電車男（2005年）
- 小早川伸木之戀（日语：小早川伸木の恋）（2006年）
- 電車男DELUXE 最後の聖戦（2006年）
- 交響情人夢（2006年）
- First Kiss（2007年）
- 交響情人夢巴黎篇SP（2008年）
- 無家可歸中學（日语：ホームレス中学生）（2008年）
- 全開女孩（2011年）
- 女信長（2013年）
- 獨身貴族（日语：独身貴族）（2013年）
- 約會～戀愛為何物～（2015年）
- 該隱與亞伯（2016年）
- 魯邦的女兒第一、二季（2019年、2020年）

#### 副導演
- 東京愛情故事（1991年）
- 101次求婚（1991年）
- 壯志驕陽（日语：愛という名のもとに）（1992年）
- 一個屋簷下1（1993年）
- 陽のあたる場所（1994年）
- 海が見たいと君が言って（1994年）
- 來自北國'95「秘密」（1995年）

### 電影
- 交響情人夢 最終楽章 前編（2009年）
- 交響情人夢 最終楽章 後編（2010年）總導演
- 羅馬浴場（2012年）
- 羅馬浴場II（2014年）
- 今夜，在浪漫劇場與妳相遇（日语：今夜、ロマンス劇場で）（2018年）
- 飛翔吧！埼玉（2019年）
- 魯邦的女兒劇場版（2021年）
- 工作細胞（2024年）

## 製作
- 神様、何するの（2002年）
- はたち〜1982年に生まれて〜（2003年）
- 電車男DELUXE 最後の聖戦（2006年）

## 個人獎項
- 第18回日劇學院賞導演獎（《神啊！請多給我一點時間》）
- 第22回日劇學院賞導演獎（《她們的時代》）
- 第46回日劇學院賞導演獎、音樂獎（《電車男》）
- 第51回日劇學院賞導演、音樂、特別獎（《交響情人夢》）
- 第69回日劇學院賞導演獎（《交響情人夢》）
- 首爾國際電視節最佳導演獎、音樂獎（《交響情人夢》）
- 第84回日劇學院賞導演獎（《約會～戀愛為何物～》）
- 第43屆日本電影學院獎最佳導演獎（《飛翔吧！埼玉》）

## 外部連結
- 武內英樹在互联网电影资料库（IMDb）上的資料（英文）
- 武內英樹 INTERVIEW （页面存档备份，存于）
- 武內英樹Oricon專訪 （页面存档备份，存于）